# Franciszek Adamczyk (powstaniec śląski)
Franciszek Adamczyk (ur. 5 marca 1895 w Syryni - po 1939) – powstaniec śląski, kawaler orderu Virtuti Militari.
Syn Walentego i Marianny z domu Musioł. Ukończył szkołę powszechną w Syryni (1909) Następnie pracował jako górnik. Od 1913 członek polskiego tow. śpiewaczego "Echo" w Syryni. Po wybuchu I wojny światowej od 17 lipca 1915 służył w armii niemieckiej na froncie zachodnim, gdzie w 1916 dostał się do niewoli angielskiej. Od stycznia 1919 służył w 12 pułku strzelców polskich "błękitnej" armii gen. Józefa Hallera. Po powrocie do kraju i przemianowaniu pułku na 54 Pułk Piechoty Strzelców Kresowych, od maja 1919 walczył na froncie polsko-bolszewickim, uczestnicząc m.in. w zajęciu Kijowa i obronie Lwowa. W grudniu 1919 został odesłany z Przemyśla do Zabrza na Śląsk, gdzie wstąpił do Polskiej Organizacji Wojskowej Górnego Śląska, należał do jej organizatorów w Syryni. Podczas III powstania śląskiego dowódca II baonu 4 pułku strzelców raciborskich.  Podczas bitwy pod Olzą za odbicie i utrzymanie linii frontu został odznaczony Virtuti Militari kl. V (nr 7874)
W okresie międzywojennym pracował od 1923 w Straży Celnej a od 1929 w Straży Granicznej. Mieszkał w Ruptawie a następnie w Rydułtowach, pow. rybnicki gdzie należał do oddziałów Związku Powstańców Śląskich i koła Towarzystwa Czytelni Ludowych.
Po wybuchu II wojny światowej ewakuowany do Lwowa. Po zajęciu tego miasta przez Armię Czerwoną został aresztowany i zaginął.

## Odznaczony
- Virtuti Militari kl. V nr 7874 (1921)
- Krzyż Niepodległości
- Krzyż na Śląskiej Wstędze Waleczności
- Gwiazda Górnośląska
- Medal Pamiątkowy za Wojnę 1918–1921
- Medal Dziesięciolecia Odzyskanej Niepodległości

## Archiwalia
Adamczyk Franciszek - Kolekcja Orderu Wojennego Virtuti Militari - sygn.I.482.78-7465, Wojskowe Biuro Historyczne